# آوانپاپ
آوانپاپ (به انگلیسی: Avant-pop) گونه‌ای از موسیقی عامه‌پسند است که با ماهیتی تجربی، نوآورانه، مرزهای سبک‌های گذشته را پشت سر می‌گذارد و در عین حال، ارتباط مستقیم خود با شنونده را حفظ می‌کند. این واژه دلالت دارد بر آمیختن حس و حال آوانگارد با عناصر شناخته‌شدهٔ موسیقی عامه‌پسند، در راستای خلق چشم‌اندازهای هنری نو یا شخصی.